# Reina Hispanoamericana 2021
Reina Hispanoamericana 2021 fue la 30.ª edición del certamen Reina Hispanoamericana, correspondiente al año 2021, la cual se llevó cabo el 30 de octubre en la ciudad Santa Cruz de la Sierra, Bolivia en el Estudio 5 de Red UNO. Candidatas de 26 países y territorios autónomos compitieron por el título. Al final del evento, Regina Peredo, Reina Hispanoamericana 2019 de México coronó a Andrea Bazarte también de México como su sucesora.

## Resultados
| Posiciones                     | Concursantes |
| ------------------------------ | --- |
| Reina Hispanoamericana 2021    | - México - Andrea Bazarte |
| Virreina Hispanoamericana 2021 | - Panamá - Ana Lucia Tejeira |
| Primera Finalista              | - Colombia - María Alejandra Vengoechea |
| Segunda Finalista              | - Venezuela - Andrea Romero |
| Tercera Finalista              | - Filipinas - Emmanuelle Vera ∆ |
| Cuarta Finalista               | - Brasil - Bruna Zanardo |
| Quinta Finalista               | - Portugal - Theresa Matos |
| Top 12                         | - Bolivia - Carolina Fernández - Chile- Paula Henriquez - Haití - Winy Lundi - Puerto Rico - Auda López - República Dominicana - Karibel Pérez |

- Δ Votada por el público vía Internet.

### Orden de clasificación
| Top 12               | Top 7     |
| -------------------- | --------- |
| Filipinas            | Venezuela |
| Colombia             | México    |
| Panamá               | Brasil    |
| Puerto Rico          | Colombia  |
| Brasil               | Filipinas |
| Haití                | Portugal  |
| Venezuela            | Panamá    |
| Portugal             |           |
| Chile                |           |
| México               |           |
| Bolivia              |           |
| República Dominicana |           |

## Candidatas
26 países fueron confirmados para competir por el título de Reina Hispanoamericana 2021:
(En la tabla se utiliza su nombre completo, los sobrenombres van entrecomillados y los apellidos utilizados como nombre artístico, entre paréntesis; fuera de ella se utilizan sus nombres «artísticos» o simplificados)
| País/Territorio      | Candidata                       | Edad | Ciudad de Origen |
| Argentina            | Victoria Jazmín Carante         | 23   | La Pampa         |
| Aruba                | Jeanique de Palm                | 28   | Oranjestad       |
| Brasil               | Bruna Custódio Zanardo          | 29   | San Paulo        |
| Bolivia              | Carolina Fernández Menacho      | 23   | Cobija           |
| Canadá               | Tania López Assia               | 26   | Toronto          |
| Chile                | Paula Antonia Henríquez Vargas  | 25   | Camboriú         |
| Colombia             | María Alejandra Vengoechea      | 23   | Cartagena        |
| Costa Rica           | Shannia Mora Quirós             | 22   | San Francisco    |
| Curazao              | Cristine Rietwijk               | 25   | Willemstad       |
| Ecuador              | María Luisa Corrales Cobos      | 21   | Quito            |
| El Salvador          | Tiffany Katota                  | 24   | San Salvador     |
| España               | Cristina Doña Plaza             | 19   | Málaga           |
| Estados Unidos       | Vanessa Saavedra Vega           | 27   | Miami            |
| Filipinas            | Zoe Emmanuelle Camcam Vera      | 26   | Taguig           |
| Haití                | Winy Leszczynska Lundi          | 23   | Puerto Príncipe  |
| Honduras             | Dariela Nuñez Salgado           | 27   | El Paraíso       |
| México               | Andrea Paola Martínez Bazarte   | 29   | Monterrey        |
| Nicaragua            | Odalis Soza                     | 21   | Matagalpa        |
| Panamá               | Ana Lucía Tejeira Healy         | 27   | Coclé            |
| Paraguay             | Fátima Lorena Rodríguez Benítez | 28   | Asunción         |
| Perú                 | Alicia Cedrón Aguirre           | 25   | Lima             |
| Portugal             | Theresa Lila Matos Agonia       | 28   | Central Falls    |
| Puerto Rico          | Auda Paola López Vélez          | 22   | Lares            |
| República Dominicana | Karibel Perez                   | 28   | Nueva York       |
| Uruguay              | Nicole Martínez                 | 21   | Montevideo       |
| Venezuela            | María Andrea Romero Morelo      | 25   | Caracas          |

## Gala de la Belleza Hispanoamericana
| Título                            | Candidata                               |
| --------------------------------- | --------------------------------------- |
| Mejor Traje Típico                | - Ecuador - María Luisa Corrales        |
| Embajadora de la Nueva Santa Cruz | - Brasil - Bruna Zanardo                |
| Mejor Sonrisa Orest               | - México - Andrea Bazarte               |
| Mejor Rostro de Lumed             | - Venezuela - Andrea Romero             |
| Miss Fotogénica Las Loritas       | - Venezuela - Andrea Romero             |
| Mujer Hidrolágeno Q10             | - Bolivia - Carolina Fernández          |
| Miss Huavi Technology             | - Colombia - María Alejandra Vengoechea |
| Chica Amaszonas                   | - Brasil - Bruna Zanardo                |
| Mejor Silueta                     | - Brasil - Bruna Zanardo                |

## Datos acerca de las delegadas
- Algunas de las delegadas de Reina Hispanoamericana 2021 han participado, o participarán, en otros certámenes internacionales de importancia:
  - Bruna Zanardo (Brasil) fue Miss Tierra Fuego en Miss Tierra 2016 y participó en Miss Internacional 2017, sin lograr clasificación.
  - Theresa Matos (Portugal), participó en Miss USA 2016, representando a Rhode Island donde no logró clasificación.
  - María Alejandra Vengochea (Colombia) fue tercera finalista en Miss Internacional 2019
  - Dariela Nuñez Salgado (Honduras) participó sin éxito en Miss Latinoamérica 2019 y Reina Internacional del Cacao 2020
  - Andrea Bazarte (México) fue semifinalista en Nuestra Belleza Latina 2018. 
  - Paulina Henríquez (Chile) fue ganadora de Miss Ultranational 2020.
  - Fatima Rodríguez (Paraguay) fue ganadora de Miss Mesoamérica Universo 2020.
  - Shannia Mora (Costa Rica) participó sin éxito en el Reina Mundial del Banano 2022
  - Carolina Fernández (Bolivia) participó sin éxito en Miss Internacional 2022.
  - Odalis Soza (Nicaragua) participó en Miss Latinoamérica 2022 donde logró ganar el título Princesa Latinoamérica (tercer lugar) y competirá en Miss Progess Internacional 2023
  - Karibel Pérez (República Dominicana), participó en Universal Woman 2023 donde logró la posición de primera finalista
- Algunas de las delegadas nacieron o viven en otro país distinto al que representaron, o bien, tienen un origen étnico distinto:
  - Tania López Assia (Canadá) y Vanessa Saavedra (Estados Unidos) son originarias de Colombia.
  - Paulina Henríquez (Chile) radica en Brasil.
  - Emmanuelle Vera (Filipinas) y Theresa Agonia (Portugal) son de ascendencia estadounidense.
  - Karibel Pérez (República Dominicana) radica en Estados Unidos.

## Sobre los países en Reina Hispanoamericana 2021

### Naciones que regresan a la competencia
Compitió por última vez en 2018:
- Canadá

### Naciones ausentes
- Belice
- Cuba
- Europa Hispana
- Guatemala

### Debut fallido
- Guinea Ecuatorial - Serafina Nchama Eyene Ada